# Apfelwein

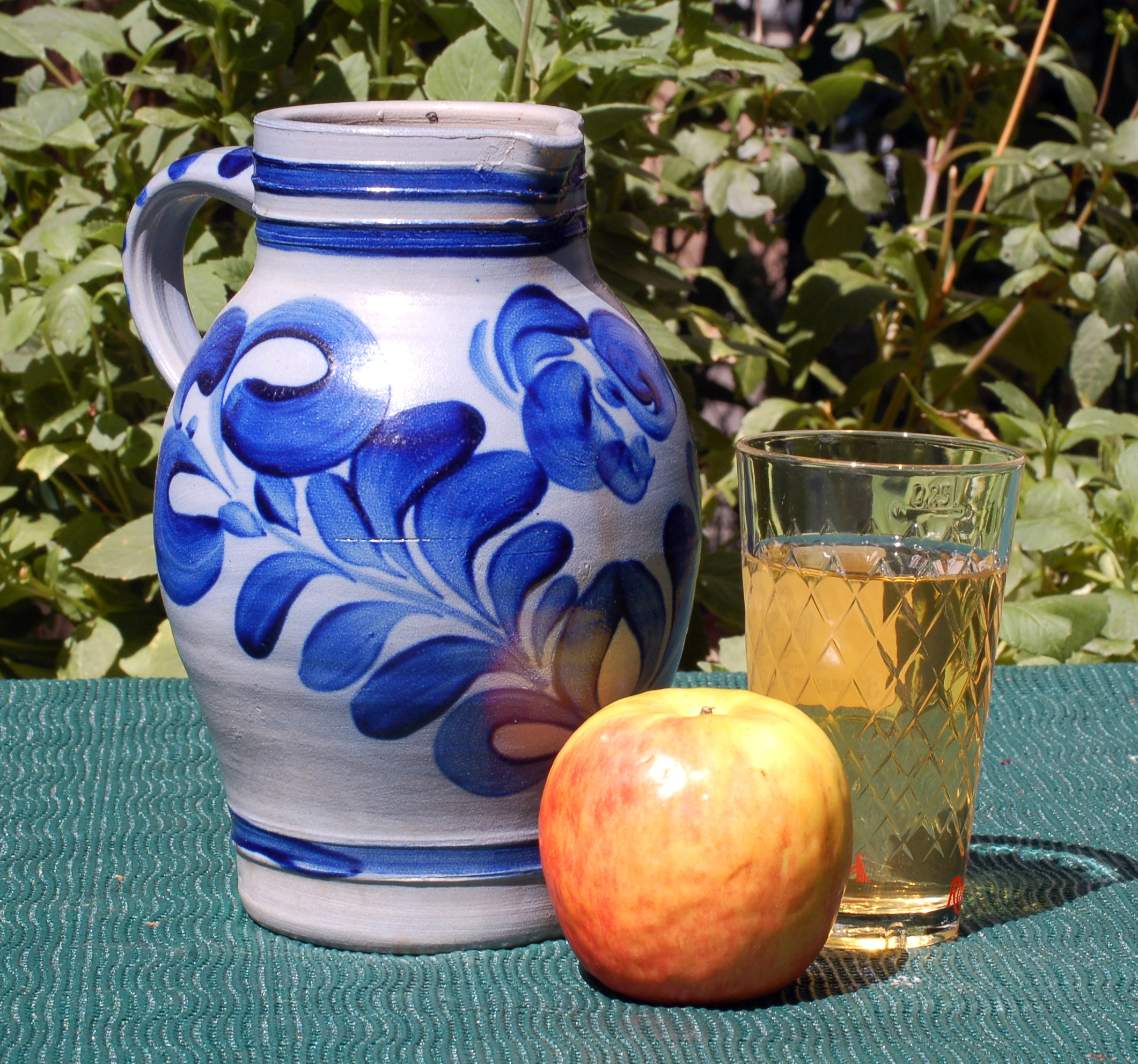
Jarra con un Schoppen (vaso) de Apfelwein y una jarra.

El Apfelwein (del alemán: vino de manzana) es una bebida alcohólica extraída por la fermentación etílica del zumo de las manzanas muy típica de algunas zonas de Alemania (en concreto en el estado federal de Hesse). Es conocido con diversos dialectos como Äppelwoi (Ebbelwoi, Äbbelwoi, Öbbelwoi, Ebbelwei), Äppler o incluso Stöffche. Suele tener un contenido alcohólico que ronda entre los 5.º y los 7.º. El sabor característico es ácido. El nombre Äppler, se ha propagado entre la población alemana debido a las campañas publicitarias que han realizado los grandes productores, sin embargo no es empleado en restaurantes o por pequeños manufactores, quienes suelen denominar a la bebida como Schoppen o Schoppe, haciendo referencia a la medida del vaso. Es una bebida de la familia de la sidra aunque posee características que le diferencian como puede ser las variedades de manzanas, por regla general se emplean la Weißer Matapfel, Viezapfel, Bohnapfel, Erbachhofer, Trierischer Weinapfel.

## Nombre
El Apfelwein se puede traducir del alemán como vino de manzana y es muy popular en la zona del Sur de Mittelhessen (una zona dentro de Hessen) así como en los alrededores de la ciudad de Fráncfort del Meno. Es posible ver esta bebida también en Unterfranken con la denominación de Ebbelwoi, Äbbelwoi, Ebbelwei o Stöffsche. La denominación Äppler no es tradicional y es más un invento comercial de los años ochenta que un nombre surgido de la tradición. En las tiendas tradicionales que ofrecen esta bebida de manzana se suele denominar a la medida en vaso como Schoppen (en el dialecto de Fráncfort del Meno se denomina "Schobbe", y a la bebida "Schobbepetzer"). En lugares cercanos al Mosel, en Eifel, en Hunsrück, cerca del Saar e igualmente en Luxemburgo se emplea el nombre "Viez", que posee su etimología del latín Vice = la segunda o también representante del vino (Vice-vinum = forma de vino). En alto alemán se suele hacer referencia a veces como mosto.

## Historia
Los romanos y los griegos conocieron el arte de elaborar vinos con la fermentación de los azúcares de la manzana (lat. Vinum - minus). De esta forma en la Augusta Treverorum, la actual Trier. Plinio el viejo (23-79) menciona: "Vinum fit e piris malorumque generibus omnibus" (se elabora vino de todo tipo de peras y manzanas), y menciona al mosto de las manzanas (mustea) . El escritor romano Paladio describe en el siglo IV d. C. la preparación del vino mediante el empleo de peras. Se ha demostrado que las tribus alemanas, mucho antes de la llegada de los romanos elaboraban de forma artesanal un vino con frutas (la denominación tradicional teutónica es:Ephiltranc). El establecimiento de los romanos en las tierras germanas llevó otras frutas que desplazaron a las autóctonas y esto produjo cambios en la producción de los vinos de frutas. Se sabe que el primer vino de manzana se produjo en el año 800 en las cercanías de Fráncfort del Meno . En el año 1638 se creó un Consejo de Regulación de este tipo de vinos que hoy en día continúa en vigor. En el año 1754 se creó la primera licencia para la elaboración de este tipo de bebida en Fráncfort y la bebida fue gravada desde entonces con impuestos.
Contraria a la creencia popular, el apfelwein no es tradicional de esta área y los historiadores creen más que es una bebida de origen humilde, elaborada principalmente en las casas de la gente pobre. En la zona de Fráncfort del Meno existe sin embargo desde antiguo una tradición para beber vino (Rheinhessen (región vinícola)). La producción de vino declinó en esta área debido a la devastación militar durante la anexión de la ciudad libre de Fráncfort a Prusia así como las enfermedades importadas de América que afectaron a las vides (véase: phylloxera). Todos estos factores hicieron que la bebida se hiciera famosa a mediados del siglo XIX en esta zona de Alemania, principalmente como substituto del vino. Los vestigios más antiguos de esta producción vitivinícola se pueden encontrar hoy en día en las inmediaciones de Fráncfort del Meno, en el Lohr Berg junto al distrito de Seckbach, así como en Hochheim am Main (zona de elaboración del conocido "Hock").

## Elaboración

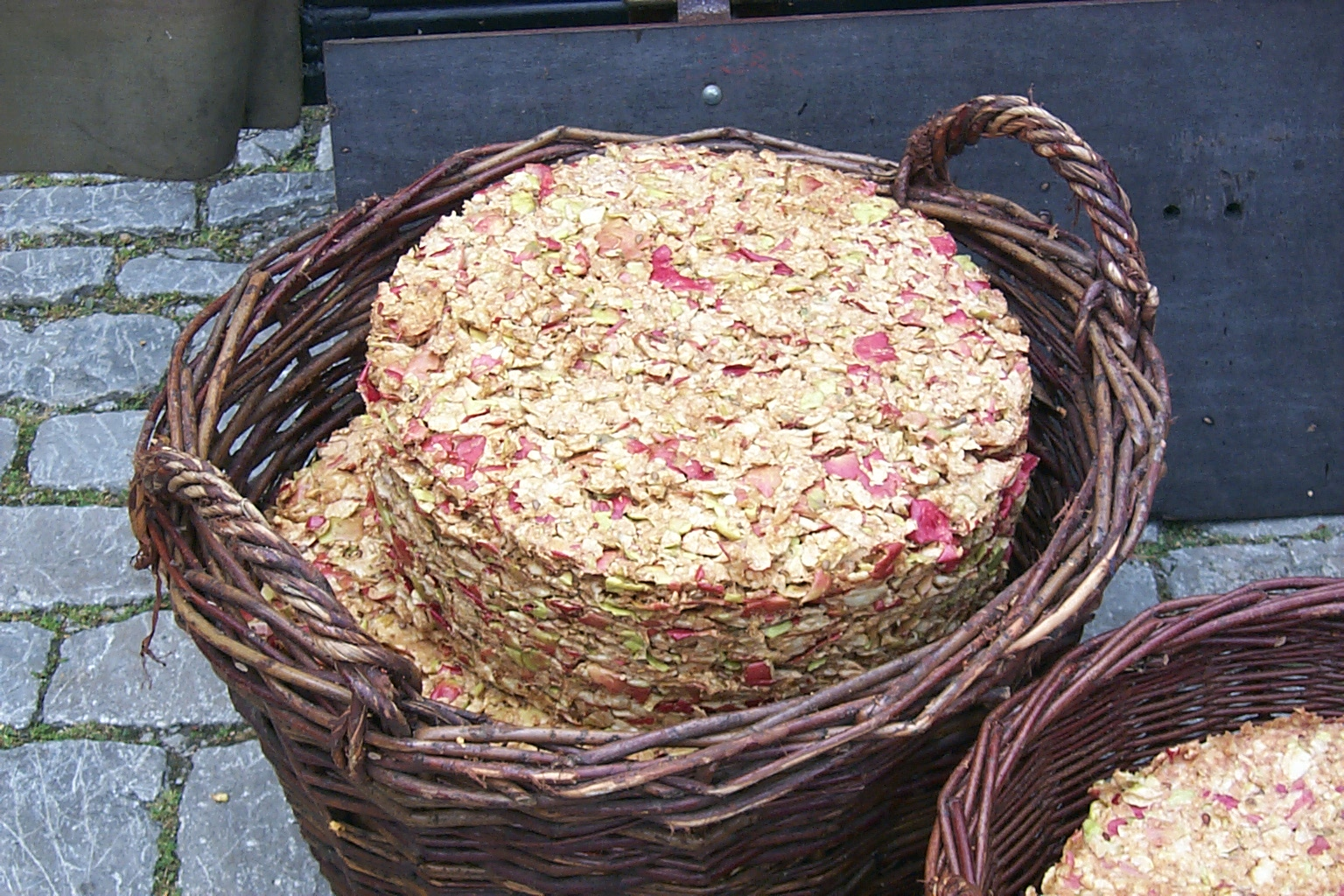
Cesto con manzanas prensadas listas para iniciar el proceso de elaboración del Apfelwein.

El Apfelwein es una bebida considerada producto natural. Como "natural" el Apfelwein final dependerá de cuantos ingredientes artificiales se añadan durante el proceso de elaboración y del grado de acidez final que posea. 
La producción del Apfelwein comienza con el aplastamiento de la manzana, proceso este que antiguamente se realizaban exclusivamente a mano. Posteriormente se emplearon en este proceso inicial diferentes instrumentos mecánicos que se ayudaban de la fuerza motriz de personas o animales, tales como caballos. Tras el machacado de la manzana la pulpa se solía introducir en un gran paño de algodón y mediante un torniquete se extraía el jugo de su interior gracias a la presión que éste realizaba. De la prensión realizada se extrae una especie de mosto aromático que se almacena en barriles de roble. En este instante comienza la fermentación debido a la acción de las levaduras. 
En la zona de Fráncfort la fermentación del Apfelwein se hace sin la aplicación de más aditivos. Esto es aplicado en especial en el denominado Hobbygärtnern. El azúcar natural que contiene el mosto de la manzana es suficiente para mantener, mediante las levaduras, la fermentación durante un periodo aproximado de 3 a 4 meses hasta que se para. Este proceso de fermentación genera residuos en la bebida resultante, tras la transferencia (es decir la separación de los residuos) el Apfelwein no debe ser calentado y la temperatura debe permanecer constante, tampoco se debe añadir ningún aditivo (incluso azúcar). Tras este proceso de clarificación se suele someter el líquido a una pasteurización (consiste en un calentamiento durante 20 minutos a 70 °C de temperatura).

## Servir
El Apfelwein se sirve de forma tradicional en Alemania por regla general en vasos de cristal cortados al diamante denominados  Gerippten, el volumen de este tipo de vasos es de aproximadamente 0.25 litros (se menciona que el tamaño tradicional suele ser de 0,3 litros). Se suele distribuir en formato de botella de un litro que se vierte en jarras para ser servido para su consumo). Es muy inusual encontrar en los sitios tradicionales vasos de tamaño superior al de cuarto de litro. 

## Mezclas con Apfelwein
Es un dicho popular fuera de la comarca federal de Hesse que el apfelwein no empieza a tener sabor a partir del séptimo vaso, está claro que este dicho no hace gracia a los habitantes de esta área. Es por esta razón por la que a veces suelen presentarse diversas variedades en las que se mezclan con otras bebidas. Entre las bebidas mezcladas con el Apfelwine se tienen:
- La más común es la denominada sauergespritzte o "sour", "ácido" o "G'spritzte" que es una mezcla de agua mineral (generalmente con gas), denominada también Apfelweinschorle o incluso Viezschorle. cuando se añade una cantidad de agua fuera de lo normal como mezcla se suele denominar Tiefgespritzten o un Batschnassen. Esta costumbre proviene de la zona de Weinära en Fráncfort del Meno.
- Es también común el Süßgespritzte (denominado equívocamente dulce): es una mezcla con zumo de naranja o limonada. Esta mezcla es muy habitual en la zona del mosel (se suele denominar Viez-Limo o a veces Lim-Viez).
- En suabia existe también el Mostbowle que se trata de una mezcla de zumo de limón (que incluye al servir las propias rodajas de la fruta) que es una bebida muy popular en verano.
- En la antigüedad existían casas especializadas en Fráncfort donde se servía mezclado con Sekt. A esta variante se la denominaba Herrengespritzter o Herrschaftsgespritzter. En la actualidad se intenta renovar la tradición comercializando la mezcla en botellas.
- Se realiza la mezcla con Apfelwein y zumo de manzana (Apfelsaft) en lo que se denomina Halbe-Halbe. En Ostschweiz se denomina a esta mezcla como ghürotne (que viene a ser una denominación dialectal que indica que están casados, que son esposos).
- Se pueden encontrar mezclas con Coca cola. Se comercializa en botellas una variante denominada Äppler-Cola. Se denomina abreviadamente como KE como el acrónimo de Kola Eppler, en la zona de Fráncfort se le denomina "Corea".

## Apfelwein y Tranvía

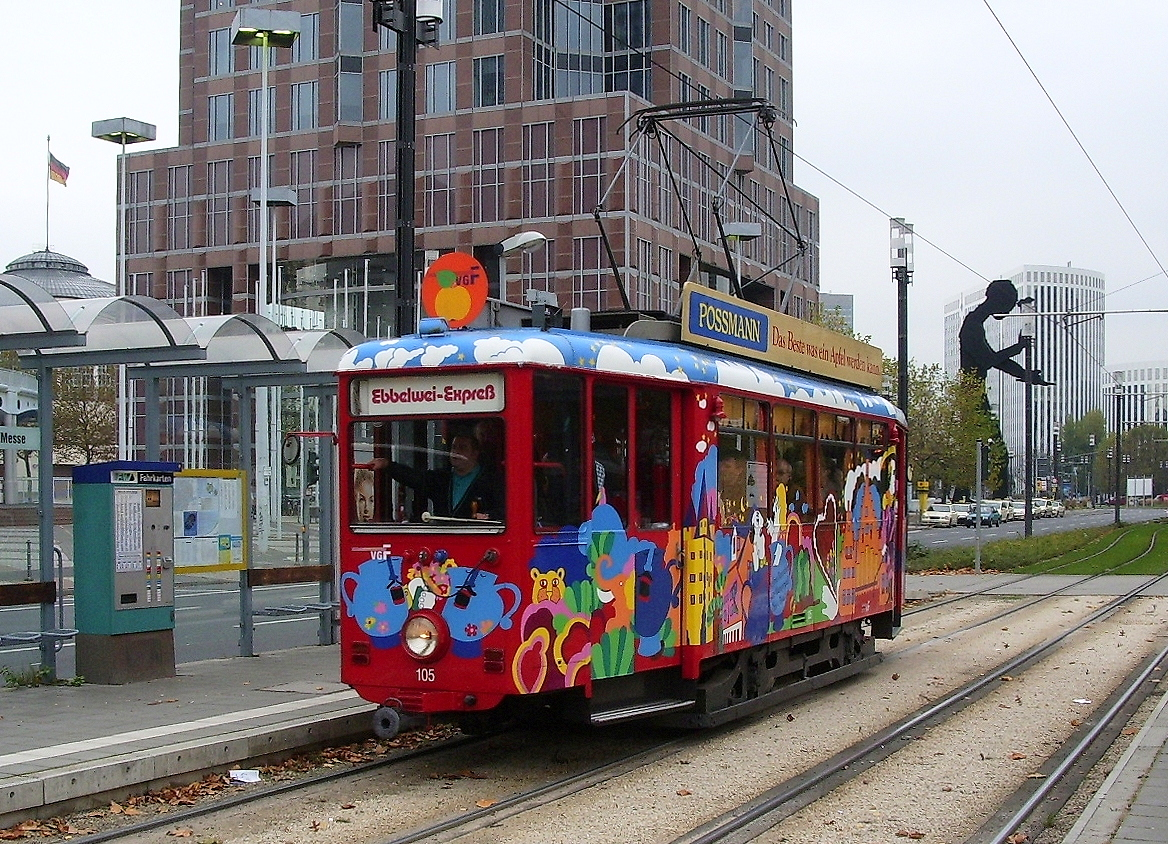
Vehículo del Ebbelwei-Expreß.

El Ebbelwei-Expreß es un tranvía de Fráncfort del Meno que pertenece a la compañía municipal de transportes VGF y cuya línea pertenece a la denominada Frankfurter Straßenbahn. La compañía opera desde el año 1977 a través de la ciudad de Fráncfort del Meno. La línea está operativa los fines de semana y días festivos cubriendo todo el recorrido asignado en su plan. Su recorrido pasa por lo que se denomina „Ebbelweiviertel“ del área de Sachsenhausen. Como una recreación turística a bordo se suele servir Apfelwein así como zumo de manzana, agua mineral así como diversos minibrezeln. Se pensó originariamente como un evento puntual y se ha convertido en una atracción turística nacional, de tal forma que siguiendo planes preparados se forman grupos que pueden alquilar 'en privado' parte del recorrido.

## Literatura
- Kathrin Zimmermann: Der Stöffche-Führer, Eichborn 1999, ISBN 3-8218-1761-5
- Jörg Stier: Vom Baum in den Bembel, Die handwerkliche Herstellung der hessischen Apfelweine. CoCon-Verlag Hanau 2000, ISBN 3-928100-79-3
- Jörg Stier: Apfelwein - in Geschichten und Anekdoten. CoCon-Verlag Hanau 2006
- Manfred L. Franz: Vom Streuobst zum Apfelwein, Wittbach-Verlag, ISBN 978-3-937100-01-2